# Natalus
Natalus és un gènere de ratpenats de la família dels natàlids.

## Taxonomia
- N. jamaicensis
- N. macrourus
- N. major
- N. mexicanus
- N. primus
- Ratpenat d'orelles d'embut mexicà (N. stramineus)
- Ratpenat d'orelles d'embut de Curaçao (N. tumidirostris)